# Sarota neglecta
Sarota neglecta is een vlindersoort uit de familie van de prachtvlinders (Riodinidae), onderfamilie Riodininae.
Sarota neglecta werd in 1910 beschreven door Stichel.